# ヘンリー・バウチャー (初代エセックス伯)

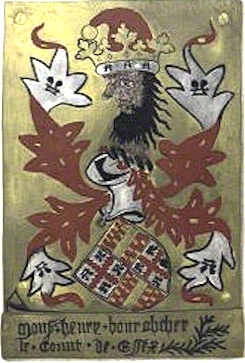
初代エセックス伯、第2代ウー伯ヘンリー・バウチャー（1404年 -1483年）のガーター騎士のプレート（ウィンザー城、セントジョージ礼拝堂）。1452年にガーター騎士に任命された。下部に「エセックス伯ヘンリー・バウチャー卿」と刻まれている。紋章：第1、第4クォータリー：バウチャー家の紋章、第2、第43クォータリー：赤地に金のビレッティーとフェス（時には銀のフェス）（エセックスのリトル・イーストンの封建領主であったルーヴァン家の紋章。初代ウー伯の母エレノア・ド・ルーヴァン（1397年没）によるもの）。クレスト：金の公爵冠と赤い帽子をかぶった男性（ムーア人）の横顔、マントにはバウチャー家の紋章にあるブージェ（水を運ぶ皮の袋）が描かれている。

初代エセックス伯爵・第2代ウー伯爵ヘンリー・バウチャー（英: Henry Bourchier, 1st Earl of Essex, 2nd Count of Eu KG、1404/6年 - 1483年4月4日）は、イングランド王国の貴族。ノルマンディー公国貴族としてウー伯爵を兼ねた。

## 生涯
初代ウー伯爵ウィリアム・バウチャーとアン・オブ・グロスターの長男として生まれる。母方でイングランド王エドワード3世の曾孫にあたる。
ヘンリーは、1433年に死去したはとこの第4代バウチャー女男爵エリザベス・バウチャーからバウチャー男爵位を継承した。父の死後（1420年）、ノルマンディー公国貴族のウー伯爵を称したが、同世代の人はヘンリーを「男爵」以上とは認めなかったという。
フランスにおいて様々な戦いを経験し、その功績により1445年から1446年にかけて開かれた議会でバウチャー子爵に叙せられ、1452年にはガーター勲爵士に選出された。その後、1461年には第2次セント・オールバンズの戦いとタウトンの戦いでヨーク派を支持して戦い、その直後にエドワード4世からエセックス伯爵に叙せられた。
ヘンリーは1455年5月29日から1456年10月5日、1460年7月28日から1462年4月14日、および1471年4月22日から1483年4月4日まで大蔵卿の職にあった。また、1461年にはトレント川以南の巡回裁判官となり、終生その地位にあった。ヘンリーが大蔵卿を務めていたのは、イングランドで金塊大飢饉と大不況が起こった時期であった。
ヘンリーは1483年4月4日に亡くなり、ビーリー修道院に埋葬されたが、その後墓はリトル・イーストン教会に移された。

## 結婚と子女
1426年以前に、ヘンリーはエドワード3世の曾孫であるイザベル・オブ・ケンブリッジと結婚した。イザベルはリチャード・プランタジネットの姉であり、リチャードの息子である将来のエドワード4世とリチャード3世の伯母にあたる。
夫妻の間には少なくとも11子が生まれた。
- ウィリアム（1480年没） - バウチャー子爵。初代リヴァーズ伯リチャード・ウッドヴィルとジャケット・ド・リュクサンブールの娘アン・ウッドヴィルと結婚。2人の間には第2代エセックス伯ヘンリー・バウチャーと、第9代チャートリーのフェラーズ男爵ジョン・デヴァルーの妻セシリー・バウチャーが生まれた[6]。
- ヘンリー（1462年没） - エリザベス・ド・スケールズ男爵夫人と結婚。子供は不明[6]。
- ハンフリー（1471年4月14日没） - 初代で最後のクロムウェルのバウチャー卿。バーネットの戦いで戦死[6]。
- ジョン（1495年没） - 最初にエリザベス・フェラーズと結婚し、次にエリザベス・チシェルと結婚。子供は不明[6]。
- エドワード（1460年12月30日没） - ウェイクフィールドの戦いで戦死[6]
- トマス（1492年没） - イザベラ・バーレと結婚。子供は不明[6]。
- フローレンス（1525年没）[6]
- フルク - 早世[6]
- ヒュー - 早世[6]
- イザベラ - 早世[6]

ヘンリーの死後、イザベルは再婚せず1年半後に亡くなった。

## 爵位
1420年に父の死去に伴い、以下の爵位を継承した。
- 第2代ウー伯爵（2nd Count of Eu）
（1419年6月10日創設のノルマンディー公国貴族爵位）

1433年に親族エリザベス・バウチャーから以下の爵位を継承した。
- 第5代バウチャー男爵（英語版）（5th Baron Bourchier）
（1348年3月23日の議会召集令状によるイングランド貴族爵位）

1446年12月14日に以下の爵位を新規に叙された。
- 初代バウチャー子爵（1st Viscount Bourchier）
（勅許状によるイングランド貴族爵位）

1461年6月30日に以下の爵位を新規に叙された。
- 初代エセックス伯爵（1st Earl of Essex）
（勅許状によるイングランド貴族爵位）